# Pofmouw

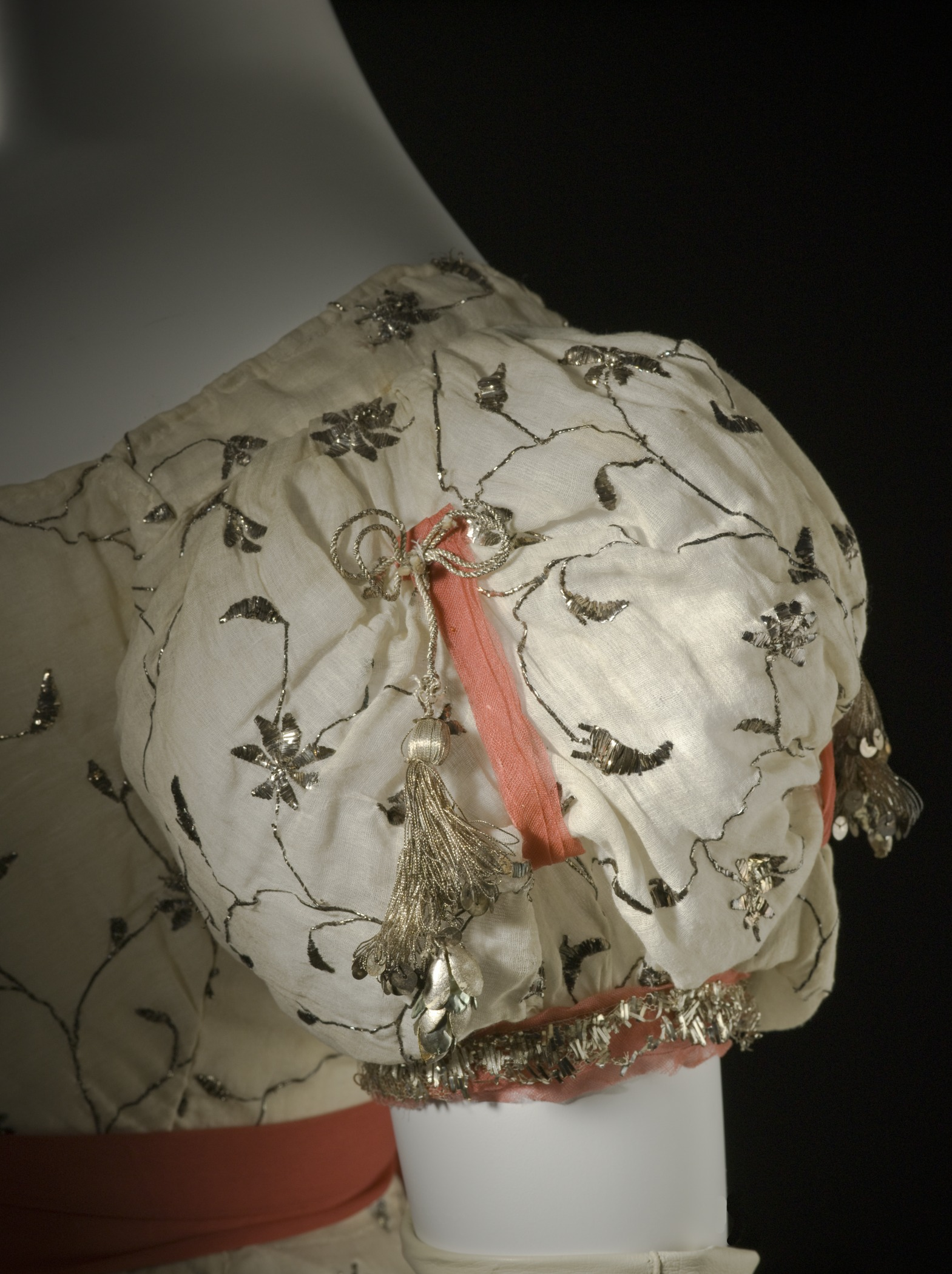
Een pofmouw van een baljurk uit circa 1820

Een pofmouw, ook wel ballonmouw is een mouw die zeer wijd is in het midden. Er bestaan lange versies, tot aan de pols, en hele korte, die slechts reiken tot bovenaan de bovenarm, evenals talloze tussenvormen.

## Geschiedenis
Dit type mouw wordt sinds de Renaissance-periode toepast. Pofmouwen werden in die periode ook door mannen gedragen, soms in een gespleten vorm, zodat de onderkleding zichtbaar werd, met name in de periode dat de spletenmode populair was.
Korte pofmouwen werden toegepast in vrouwenkleding in het begin van de 19e eeuw. In de Biedermeier-periode later in deze eeuw werden de mouwen steeds wijder. Waarschijnlijk was de modeontwerper Charles Frederick Worth in 1890 een van de eersten die hoge, grote pofmouwen gebruikte. De populariteit van de pofmouw bereikte tussen 1894 en 1896 een hoogtepunt. Rond 1900 was de mouw weer verdwenen uit het modebeeld.
Pofmouwen werden niettemin in de twintigste eeuw nog steeds toegepast in jurken en blouses, waarbij de stof boven de elleboog door een bandje of elastiek werd samengetrokken. In de jaren vijftig van de twintigste eeuw verschenen korte pofmouwen vaak in meisjeskleding.
Pofmouwen blijven ook in de eenentwintigste eeuw terugkomen. Zo nam de Deense ontwerper Claes Iversen pofmouwen op in zijn zomercollectie voor 2012.

## Ontwerp- en naaitechniek

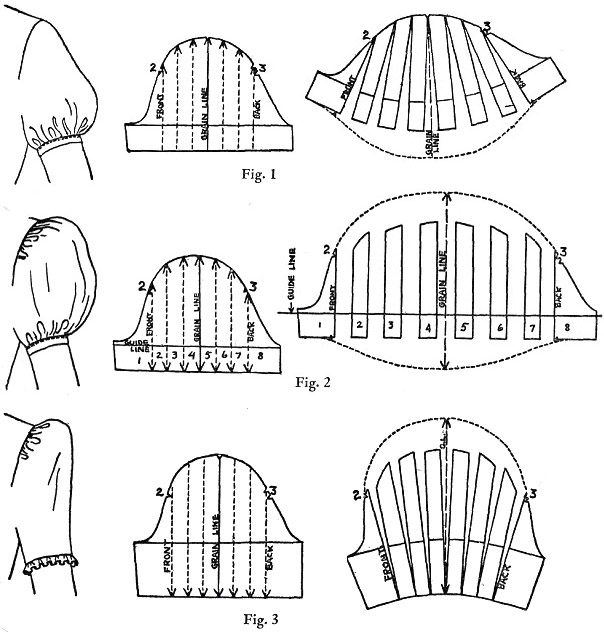
Constructie van verschillende types pofmouw

Bij het patroontekenen kan een pofmouw worden geconstrueerd uit het patroon van een gewone mouw door het patroon in stukken te knippen en wijder neer te leggen. Zo kan alleen de onderzijde, alleen de bovenzijde, of beide zijden wijder worden gemaakt (zie afbeelding). De wijde gedeelten worden gerimpeld of met kleine plooitjes aan het lijf van het kledingstuk vastgezet.

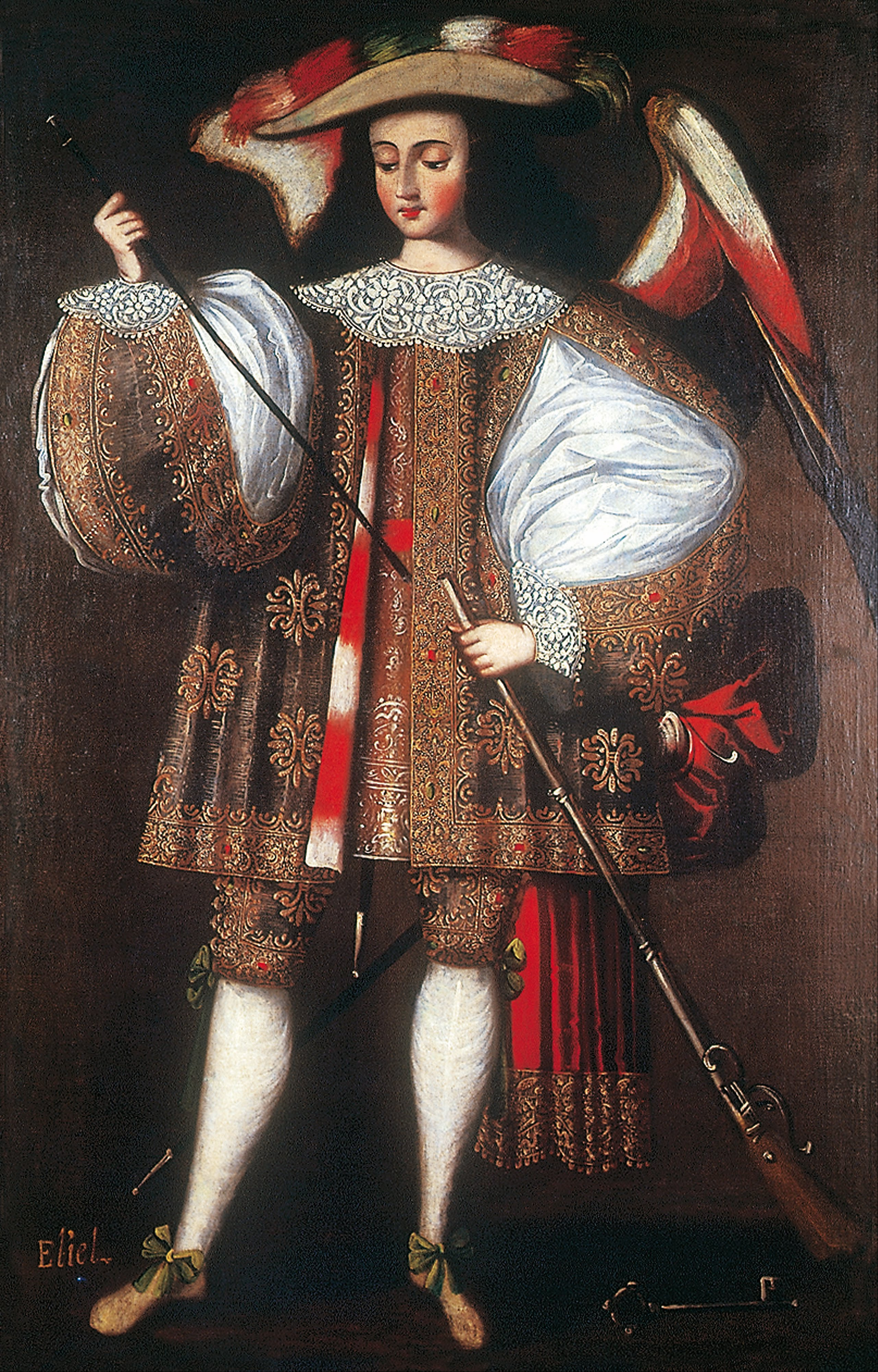
Aartsengel met extreem wijde pofmouw met spleten
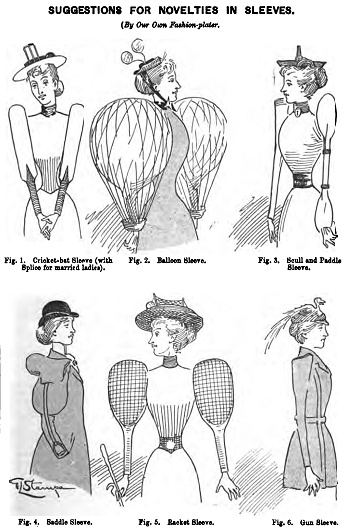
Cartoon uit 1895 waarin o.a. de extreme pofmouwen zijn weergegeven
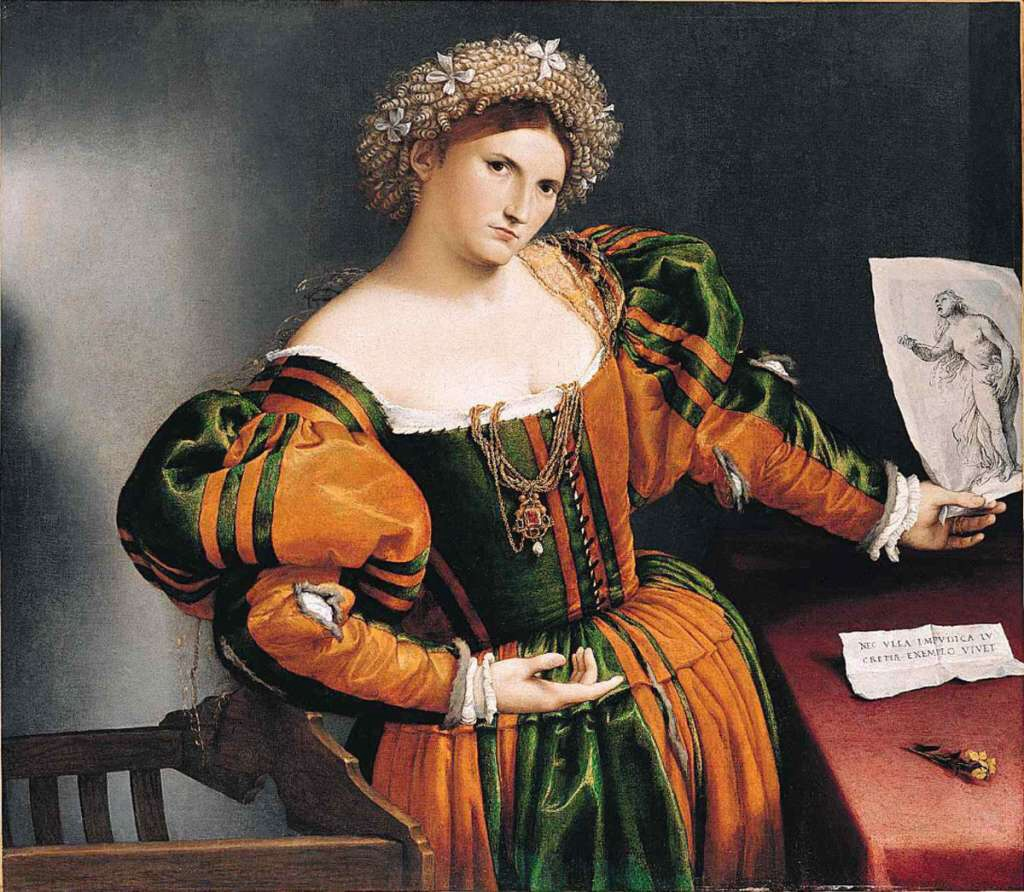
Lorenzo Lotto, portret van een vrouw geïnspireerd op Lucretia
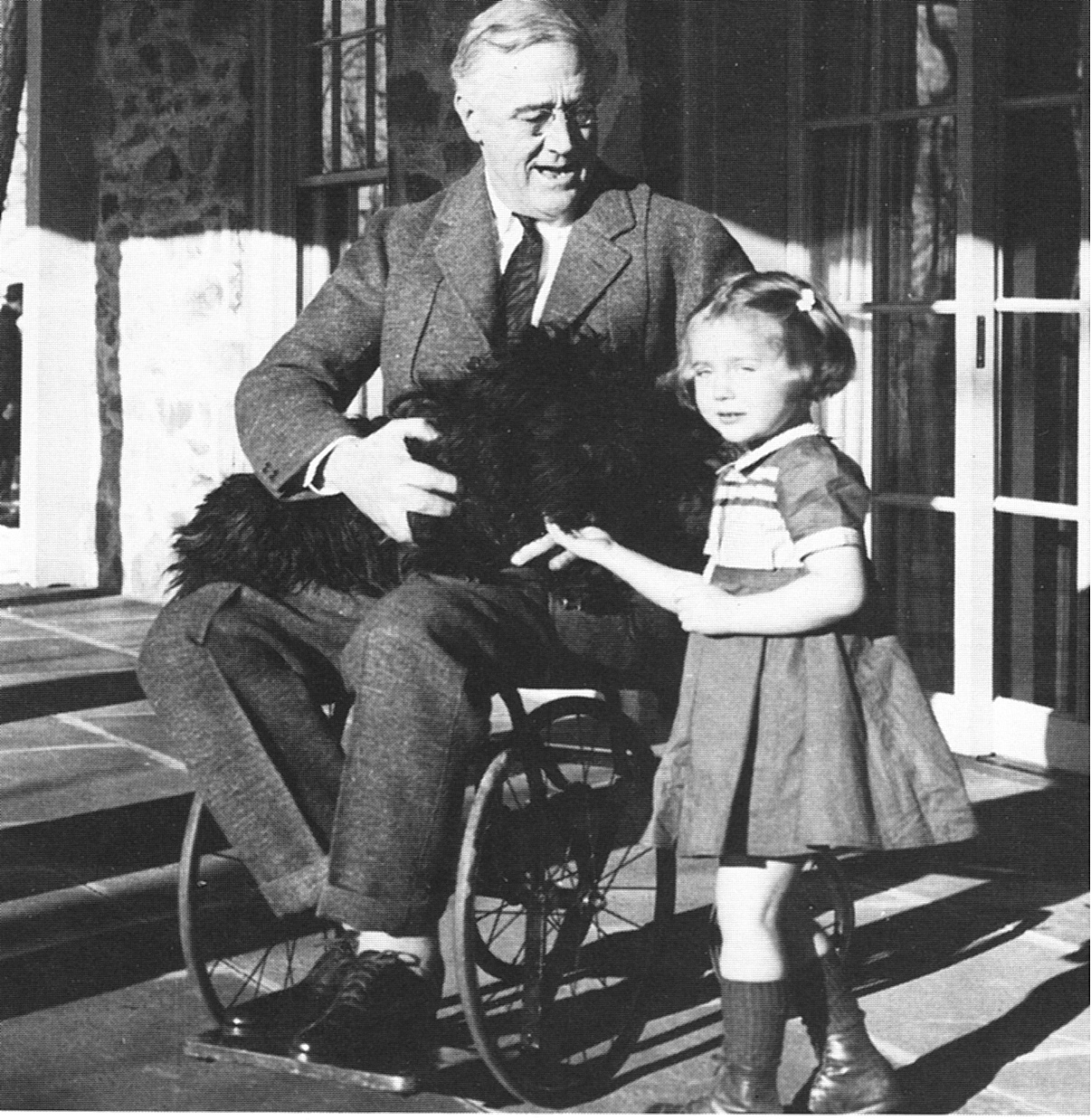
De Amerikaanse president Roosevelt in een rolstoel in 1941, met een meisje met pofmouw.
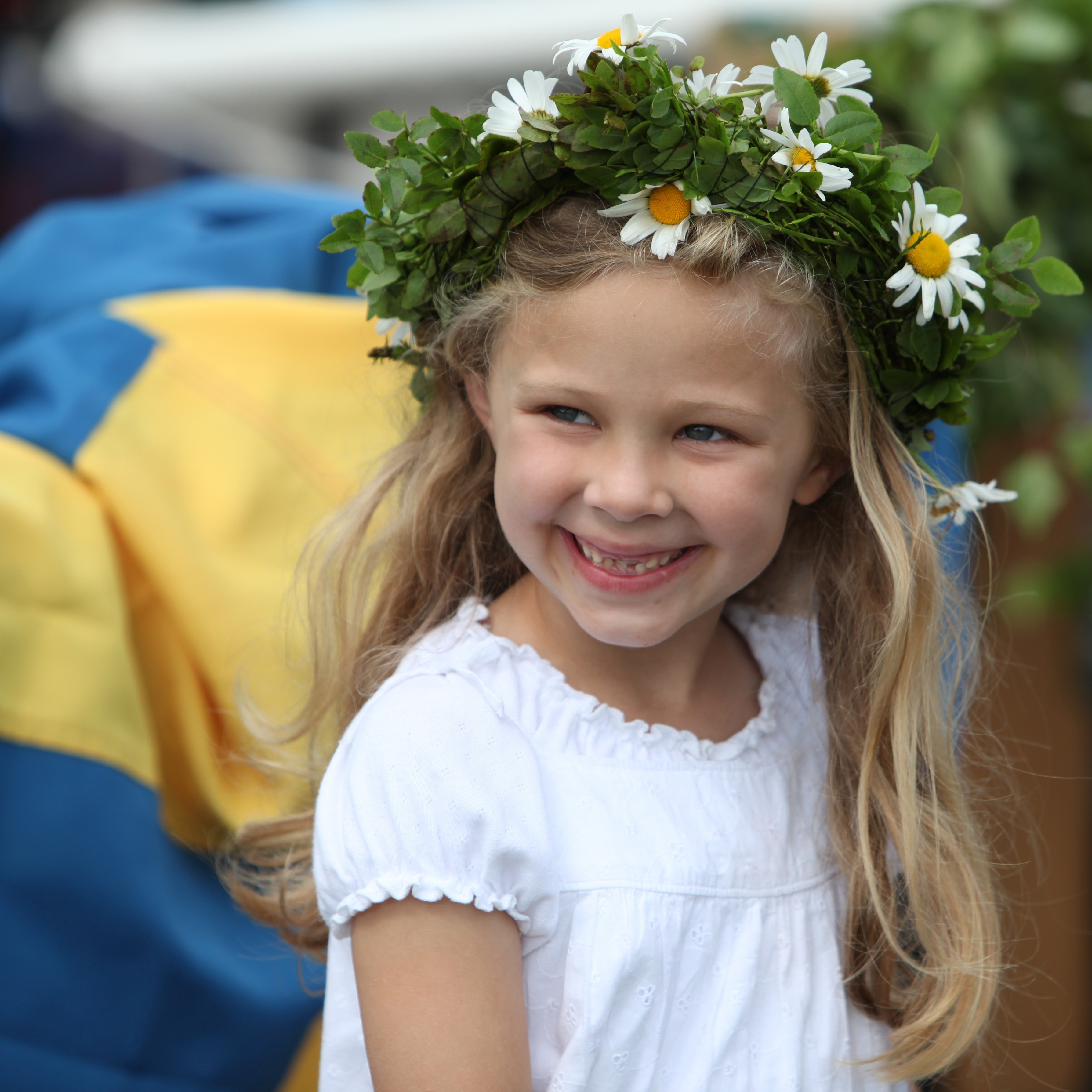
Meisje met midzomerkrans, 2009